# Відносини між Австралією та Великою Британією

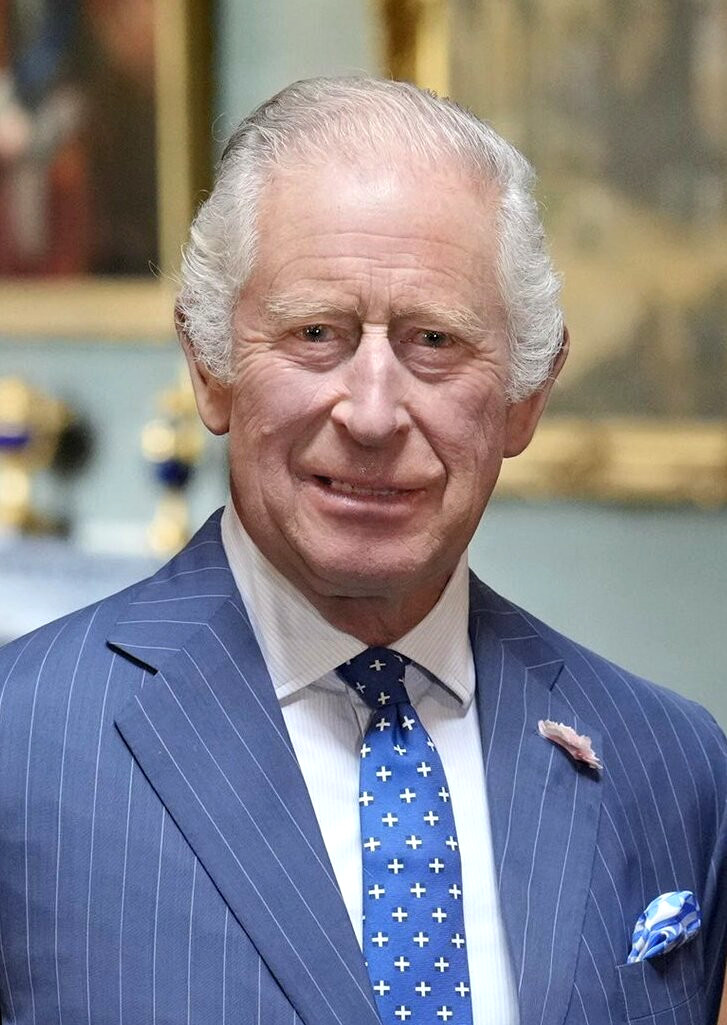
Австралія та Велика Британія поділяють одного суверена — Чарльза III

Між державами Співдружності, Австралією та Сполученим Королівством існують відносини, відзначені історичними, культурними, інституційними та мовними зв'язками, широкими міжлюдськими зв'язками, узгодженими інтересами безпеки, спортивними турнірами (зокрема The Ashes), а також значною торгівлею та інвестиційною кооперацією.

## Історія
У 1770 королівський флот під керівництвом Джеймса Кука, під час своєї першої подорожі до Тихого океану, проплив уздовж і наніс на карту східне узбережжя Австралії, яке він назвав Новим Південним Уельсом і закріпив за Великою Британією. Сімнадцять років потому, після втрати своїх американських колоній у 1783 році, британський уряд відправив флот кораблів до австралійського узбережжя, Перший флот, під командуванням Артура Філіпа, щоб створити нову виправну колонію в Новому Південному Уельсі. 26 січня 1788 в Сідней-Коув був створений табір і піднято прапор, а 7 лютого 1788 офіційно оголошена колонія Британської корони Нового Південного Уельсу. Подальші коронні колонії були засновані на землі Ван Дімена (тепер відома як Тасманія) у 1803; Колонія Swan River (нині відома як Західна Австралія) у 1828; Південна Австралія в 1836; Вікторія 1851; і Квінсленд у 1859 р. Шість колоній об'єдналися в 1901, а Співдружність Австралії була утворена як домініон Британської імперії.
Австралія воювала разом із Великою Британією та її союзниками у Першій світовій війні, зокрема її військові брали участь у сумновідомій висадці в Галліполі (проти Османської імперії) та діями на Західному фронті. Вона знову воювала з Великою Британією та її союзниками у Другій світовій війні, захищаючи британські тихоокеанські колонії від Японської Імперії.
До 1949 року Британія та Австралія мали загальний код громадянства. Остаточні конституційні відносини між Сполученим Королівством та Австралією завершилися у 1986 році з прийняттям Австраліїйського акту 1986 року.
Формальні економічні відносини між двома країнами занепали після приєднання Великої Британії до Європейського економічного співтовариства в 1973 році. Тим не менш, Сполучене Королівство залишається другим за величиною іноземним інвестором в Австралії. У свою чергу, Австралія є сьомим за величиною прямим іноземним інвестором у Великій Британії.
Завдяки історії Австралії як колонії Британії, обидві нації зберігають значні спільні нитки культурної спадщини, багато з яких є спільними для всіх англомовних країн. Англійська мова де-факто є мовою обох націй. Обидві правові системи засновані на загальному праві.
Пом — це поширене прізвисько, яке австралійці дають британцям, сказане жартома без злоби чи упередження, подібно до того, як британці (та інші) люди називають австралійців «Aussies», а Австралію називають «Оз» або «внизу» (посилання на той факт, що Австралія відома тим, що повністю знаходиться в південній півкулі).
У червні 2021 року країни підписали угоду про вільну торгівлю. 17 грудня 2021 року дві країни підписали історичну угоду про вільну торгівлю.

## Міграція
Потоки міграції з Британських островів до Австралії відіграли ключову роль у розвитку Австралії, і жителі Австралії все ще мають переважно британське чи ірландське походження (Див.: англо-кельтські австралійці). Згідно з переписом населення Австралії 2011 року, близько 1,1 мільйона австралійців народилися у Великій Британії, незважаючи на останню істотну хвилю пільгової міграції з Великої Британії до Австралії, яка завершилася в 1972 році.
Колишній прем'єр-міністр Австралії Джулія Гіллард народилася в Баррі, долина Гламорган в Уельсі. Колишній лідер Ліберальної партії Австралії та колишній прем'єр-міністр Тоні Еббот також народився у Великій Британії, хоча від матері австралійського походження.
У Британії проживає близько 100 000 австралійців, особливо у Великому Лондоні.
Останніми роками зростає підтримка ідеї свободи пересування між Великою Британією, Канадою, Австралією та Новою Зеландією з громадянами, які можуть жити та працювати в будь-якій із чотирьох країн — подібно до Транс-Тасманської угоди між Австралією та Новою Зеландією.

## Військові

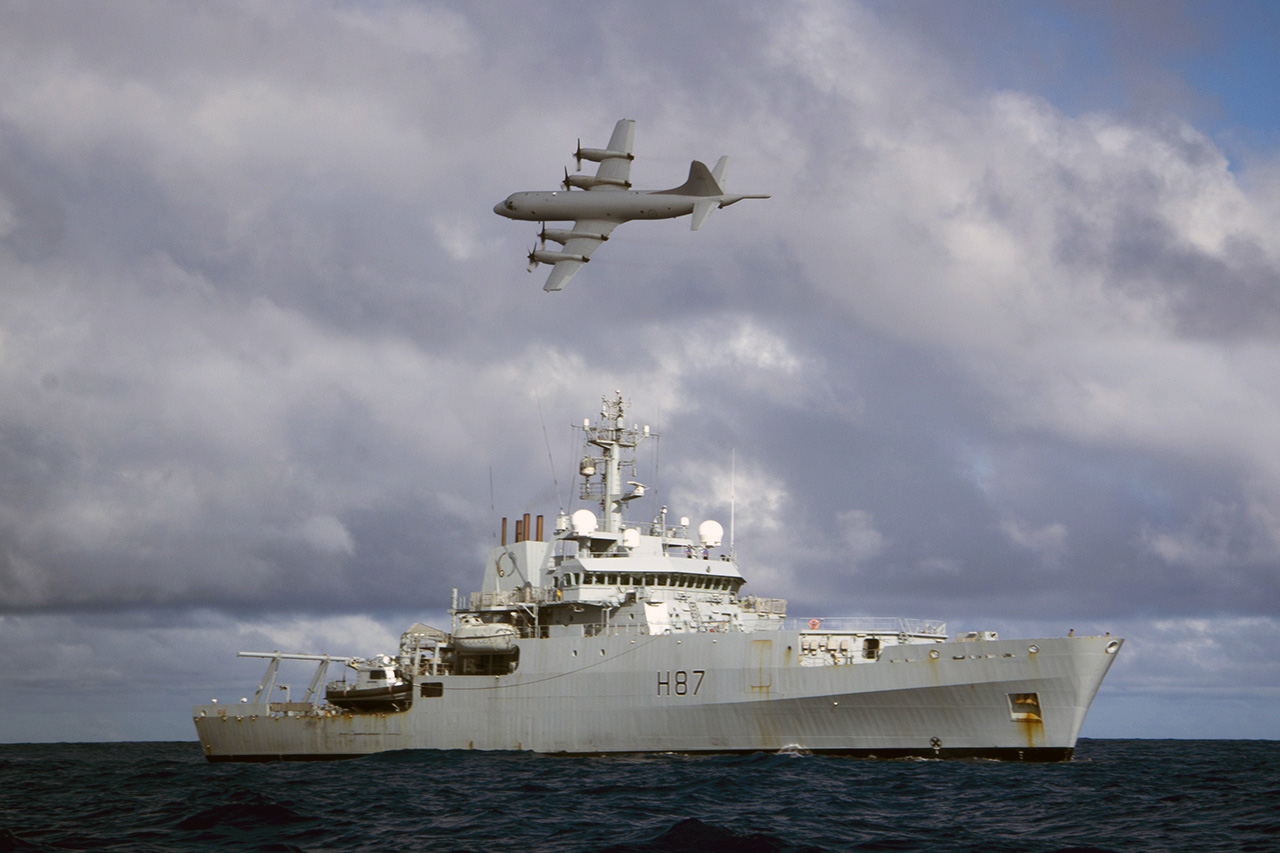
Австралійський AP-3C Orion приєднався до британського оглядового корабля HMS Echo у пошуках MH370

Дві країни мають довгу історію тісного співробітництва у військовій справі. У наш час вони є учасниками співробітництва в галузі безпеки AUSCANNZUKUS, включаючи альянс Five Eyes з обміну розвідувальними даними зі США, Канадою та Новою Зеландією та домовленості про оборону Five Power з Малайзією, Сінгапуром та Новою Зеландією. Вони також співпрацюють у спеціальних групах, таких як Combined Task Force 151, щоб протидіяти піратству в Сомалі, і пошук рейсу 370 Malaysia Airlines у 2014 році. Австралія поділяла британську систему нагород до 1975 року, і тому чотири австралійці були нагороджені Хрестом Вікторії під час війни у В'єтнамі, незважаючи на те, що Британія не брала участі. Австралія створила свій власний VC у 1991 році, виготовлений з того ж блоку металу, що й британські.
15 вересня 2021 лідери США, Великої Британії та Австралії анонсували AUKUS — тристоронній пакт безпеки для Індо-Тихоокеанського регіону, який буде «сприяти більш глибокому обміну інформацією та технологіями» та «сприяти більш глибокій інтеграції науки, пов'язаної з безпекою та обороною». технології, промислові бази та ланцюги поставок". Пакт «значно поглибить співробітництво з низки можливостей безпеки та оборони», включаючи "підтримку Австралії в придбанні атомних підводних човнів для Королівського австралійського флоту ".

## Дипломатія
Сучасні політичні відносини між Лондоном і Канберрою підкріплюються міцним двостороннім діалогом на рівні глав уряду, міністрів і вищих посадових осіб. Як царства Співдружності, обидві країни мають монарха, королеву Єлизавету II, і обидві є активними членами Співдружності Націй. У 2006 році прем'єр-міністр Великої Британії Тоні Блер став першим главою британського уряду, який виступив перед австралійським парламентом.
Австралія має Вищу комісію в Лондоні. Сполучене Королівство, у свою чергу, має Вищу комісію в Канберрі.
У вересні 2012 року Велика Британія та Канада підписали Меморандум про взаєморозуміння щодо дипломатичного співробітництва з наміром поширити схему на Австралію та Нову Зеландію.
Після того, як Велика Британія проголосувала за вихід з Європейського Союзу в липні 2016 року, прем'єр-міністр Австралії Малкольм Тернбулл зателефонував прем'єр-міністру Великої Британії Терезі Мей, щоб висловити ідею угоди про вільну торгівлю між двома країнами після Brexit. Австралія була однією з перших держав, які публічно висловили зацікавленість у такій угоді після голосування. Прем'єр-міністр Австралії також припустив, що з двома країнами та Новою Зеландією можуть бути укладені імміграційні та комерційні угоди. Пропоновані тісніші зв'язки та пільговий візовий доступ між Австралією, Великою Британією, Новою Зеландією та Канадою під назвою CANZUK обговорювалися багатьма особами в обох країнах протягом кількох років.
Галерея

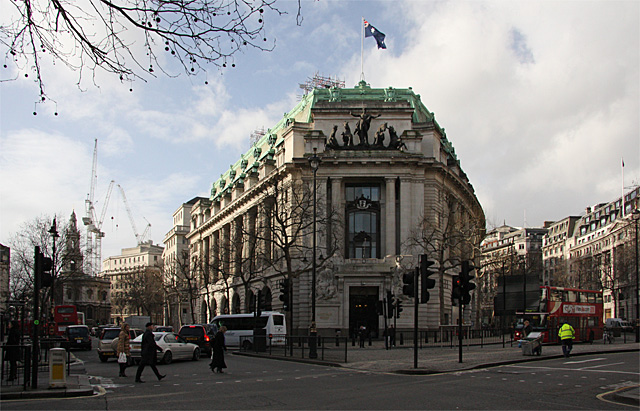
Австралійський будинок, будинок Верховної комісії Австралії, Лондон.
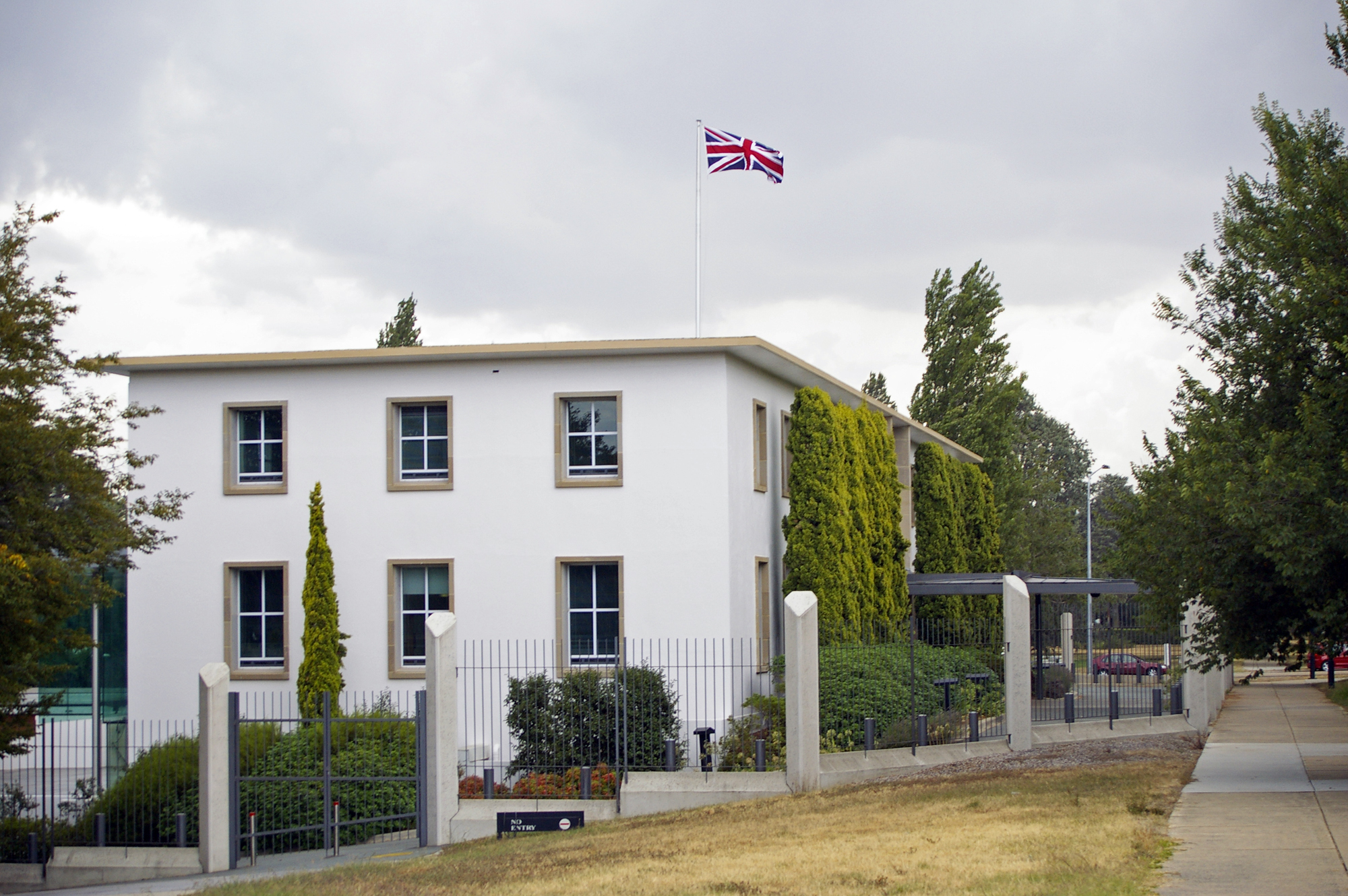
Британська верховна комісія в Канберрі.
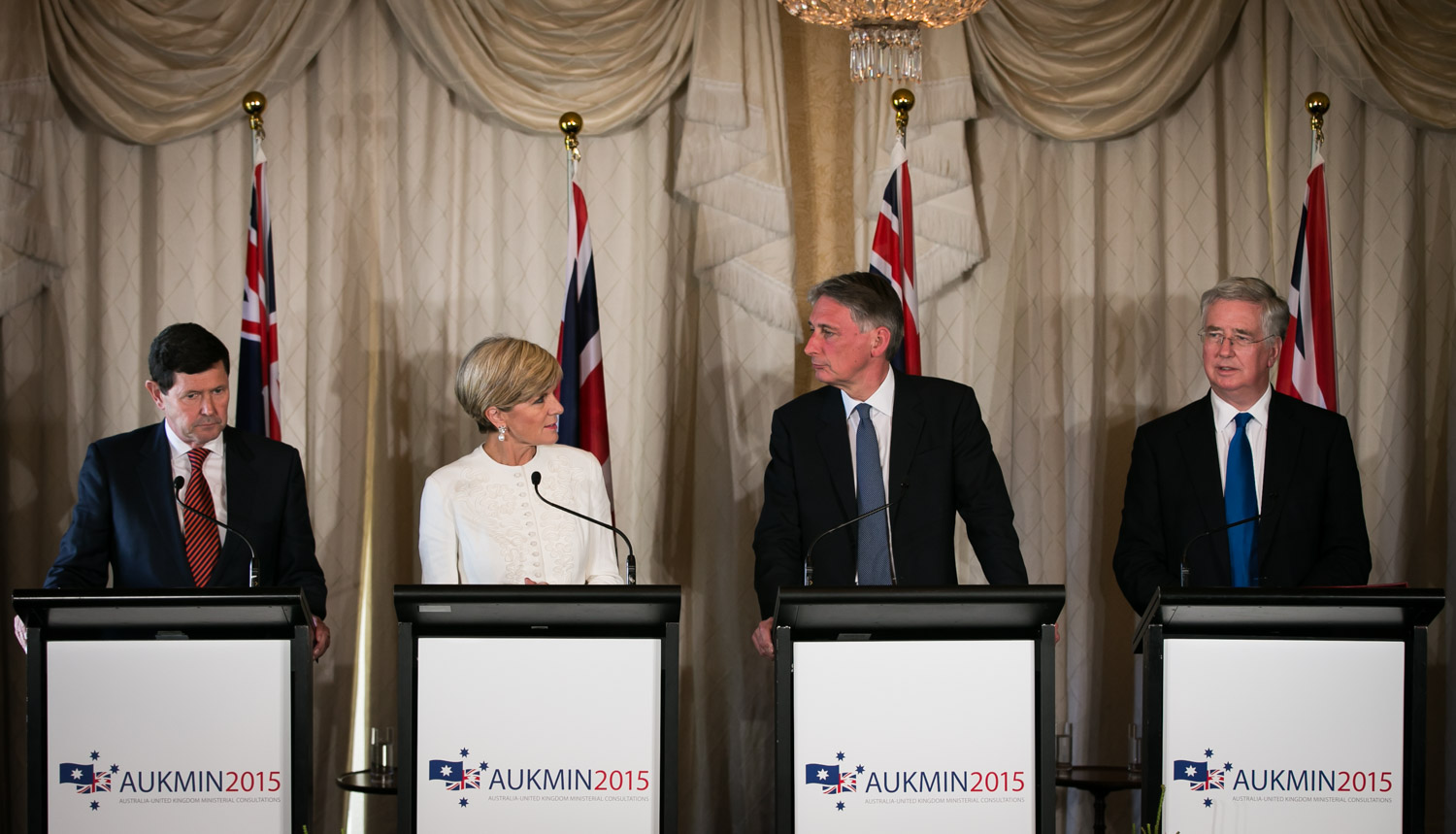
Прес-конференція міністрів Австралії та Великої Британії (AUKMIN) у Сіднеї, лютий 2015 р.

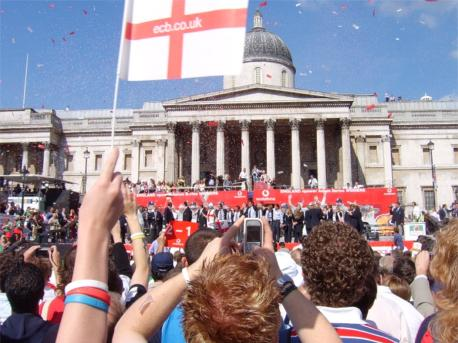
Лондон святкує перемогу Англії в серії крикету Ashes 2005 року

Австралія досягає успіху в багатьох видах спорту, які виникли в Англії, і обидві країни мають тісне спортивне суперництво. Характерним для суперництва є їхня пробна серія у крикет для The Ashes ; коли Англія виграла серію 2005 року після 18 років австралійського панування, відбулися паради на стрічках. Найкращим моментом збірної Англії з регбі було перемогти Австралію і виграти чемпіонат світу з регбі 2003 року в Сіднеї; їхні колеги з регбі були набагато менш успішними. На Іграх Співдружності обидві країни зазвичай змагаються за лідерство в медальній таблиці. У 2014 році Англія зайняла перше місце з 174 медалями, а Австралія — другою зі 137 медалями. Мельбурнський гольфіст Пітер Томсон є другим за успіхом на Відкритому чемпіонаті з 5 перемогами. На Олімпійських іграх у них є подібне суперництво: у другій половині 20-го століття Австралія була більш успішною, фінішувавши вище Великої Британії на всіх, крім трьох Олімпійських ігор між 1956 і 2012 роками, найнижчий рівень припав на 1996 рік, коли Австралія фінішувала на 7-му. місці, а Велика Британія фінішувала на 36-му місці. Австралійські тенісисти були особливо успішними в чоловічому парному розряді на Вімблдоні з такими парами, як Марк Вудфорд і 9-разовий переможець Тодд Вудбрідж ; Род Лейвер, Джон Ньюкомб і Маргарет Корт виграли кілька титулів у одиночному розряді на Вімблдоні, але жоден британський гравець не виграв Australian Open з 1934 року.

## Культура
Між двома країнами існує довга історія культурного обміну, і австралійці часто використовують Британію як сходинку до міжнародного успіху, будь то артисти, такі як Баррі Хамфріс, чи бізнесмени, такі як Руперт Мердок, який контролює флагманські газети, такі як The Times і має велику частку в компанії платного телебачення BSkyB. Австралійські мильні опери стали особливо популярними наприкінці 1980-х і 1990-х, коли у 1990 році «Сусіди» набрали 19 мільйонів британських щоденних глядачів хоча до 2007 року їх кількість знизилася до 5 мільйонів, що все ще майже в десять разів перевищувало австралійську аудиторію. Актори мильних опер, такі як Кайлі Міноуг, Денні Міноуг і Джейсон Донован, продовжують робити успішну музичну та сценічну кар'єру в Британії, тоді як Neighbours навіть несе відповідальність за впровадження зростаючого зв'язку в Англію. Австралійські коміки процвітали у Великій Британії, від Клайва Джеймса до Адама Хіллза та Тіма Мінчіна. Академік Джермен Грір зіграла провідну роль у британській гендерній політиці після публікації книги «Жінка-євнух» у Лондоні в 1970 році. Василі Трюнофф проводив гастролі своєю рідною Австралією як балетмейстер, який став англійським національним балетом. Восени 2013 року Королівська академія провела велике дослідження австралійського мистецтва.

## Промисловість

Щомісячна вартість австралійського експорту товарів до Сполученого Королівства (мільйони австралійських доларів) з 1988 року

Щомісячна вартість експорту товарів із Великої Британії до Австралії (мільйони австралійських доларів) з 1988 року

Лондон фінансує розробку ресурсів в Австралії з колоніальних часів, а англо-австралійські компанії стали одними з найбільших транснаціональних гірничодобувних компаній, таких як Rio Tinto і BHP. Нафтова промисловість в Австралії розпочалася з нафтопереробних заводів Commonwealth Oil Refineries, що стали результатом співпраці австралійського уряду та Англо-перської нафтової компанії (пізніше BP). У медіа-індустрії міцні зв'язки; Вище згадувалося про участь Руперта Мердока в британських газетах і BSkyB, але Фрімантл пішов іншим шляхом, щоб придбати Crackerjack Productions і об'єднати їх із творцями Neighbours.
Відносини підтримуються через «Австралійську британську торгову палату» в Австралії та «Австралійський бізнес у Великій Британії», що базується в Австралійському центрі в Лондоні.

## Наука та техніка
Дві країни спільно керували Англо-Австралійською обсерваторією до 2010 року, включаючи англо-австралійський телескоп і британський телескоп Шмідта в обсерваторії Сайдінг-Спрінг у Новому Південному Уельсі. Англо-австралійський спільний проект створив випробувальний полігон Woomera в Південній Австралії в 1946 році для випробування таких ракет, як Blue Steel ; зовсім недавно він був використаний для випробувань BAE Systems Taranis, прототипу безпілотного бойового літака.

## Опитування громадської думки
Згідно з опитуванням YouGov 2020 року, Австралія є третьою країною, яка найбільш позитивно сприймається британцями: 79 % мають прихильну думку. Вона поступилася іншим членам Співдружності Канаді та Нової Зеландії, до яких 80 % поставилися позитивно. Опитування 2020 року, проведене Інститутом Лоуі, свідчить про те, що Сполучене Королівство є другою країною, яку австралійці оцінюють позитивно, після Канади.

## Міста-побратими
- Berwick-upon-Tweed, Northumberland and [[Файл:Шаблон:Прапор Victoria|20x13px|Victoria]] Casey, Victoria
- Bexley, Greater London and [[Файл:Шаблон:Прапор Victoria|20x13px|Victoria]] Footscray, Victoria
- Coventry, West Midlands and [[Файл:Шаблон:Прапор New South Wales|20x13px|New South Wales]] Parkes, New South Wales
- Fenland, Cambridgeshire and [[Файл:Шаблон:Прапор Queensland|20x13px|Queensland]] Shire of Maroochy, Queensland
- Helston, Cornwall and [[Файл:Шаблон:Прапор South Australia|20x13px|South Australia]] Port Augusta, South Australia
- King's Lynn, Norfolk and [[Файл:Шаблон:Прапор Victoria|20x13px|Victoria]] Sandringham, Victoria
- Launceston, Cornwall and [[Файл:Шаблон:Прапор Tasmania|20x13px|Tasmania]] Launceston, Tasmania
- Lincoln, Lincolnshire and [[Файл:Шаблон:Прапор South Australia|20x13px|South Australia]] Port Lincoln, South Australia
- Newcastle upon Tyne, Tyne and Wear and [[Файл:Шаблон:Прапор New South Wales|20x13px|New South Wales]] Newcastle, New South Wales
- Penrith, Cumbria and [[Файл:Шаблон:Прапор New South Wales|20x13px|New South Wales]] Penrith, New South Wales
- Penzance, Cornwall and [[Файл:Шаблон:Прапор Victoria|20x13px|Victoria]] Bendigo, Victoria
- Perth, Perth & Kinross and [[Файл:Шаблон:Прапор Western Australia|20x13px|Western Australia]] Perth, Western Australia
- Portsmouth, Hampshire and [[Файл:Шаблон:Прапор New South Wales|20x13px|New South Wales]] Sydney, New South Wales
- Whitby, North Yorkshire and [[Файл:Шаблон:Прапор Queensland|20x13px|Queensland]] Cooktown, Queensland
- Whitby, North Yorkshire and [[Файл:Шаблон:Прапор New South Wales|20x13px|New South Wales]] West Wyalong, New South Wales
- Tamworth, Staffordshire and [[Файл:Шаблон:Прапор New South Wales|20x13px|New South Wales]] Tamworth, New South Wales